# دریاچه ژلتائو
دریاچه ژلتائو (قزاقی: Желтау) یک دریاچه آب شور در کشور قزاقستان است.